# Symbolanthus pulcherrimus
Symbolanthus pulcherrimus är en gentianaväxtart som beskrevs av Ernest Friedrich Gilg. Symbolanthus pulcherrimus ingår i släktet Symbolanthus och familjen gentianaväxter. Inga underarter finns listade i Catalogue of Life.